# Leyes laicas
El concepto de las «leyes laicas» se refiere a la legislación aprobada y promulgada en Chile, entre 1883 y 1884, durante el gobierno del presidente Domingo Santa María (1881-1886), mediante las cuales el Estado asumió la función de registrar la filiación y el estado civil de las personas (nacimiento, defunción y matrimonio) a través de un organismo público, que es el Registro Civil; y de asegurar que en los cementerios públicos, no se discriminara a los no católicos.

## Lista de las leyes laicas
Las leyes laicas son:
- Ley de secularización de los cementerios (2 de agosto de 1883):[2] Estableció la no discriminación por credo religioso en el entierro de las personas en los cementerios creados con fondos fiscales o municipales. Los entierros solo se podían efectuar en los cementerios. Se prohibieron los entierros en recintos particulares. Ante la negativa de la Iglesia católica de cumplir dicha norma, se decretó la prohibición de entierros en las parroquias o cementerios privados autorizados después de 1871.
- Ley de matrimonio civil (16 de enero de 1884):[3] Eliminó la facultad exclusiva de la Iglesia católica de celebrar matrimonios con efectos civiles, estableciendo que solo el matrimonio civil es válido ante la Ley; es decir no se reconoce como legal el matrimonio puramente religioso.
- Ley de registro civil (26 de julio de 1884): Complementó las dos leyes anteriores al crear el Registro Civil, como organismo público encargado de registrar los nacimientos, matrimonios y defunciones. Retiró a la Iglesia esta función, que antes cumplía a través de los registros parroquiales.

Aunque la historiografía chilena considera habitualmente a las tres últimas como las leyes laicas, se consideran con sus precedentes, las siguientes:[cita requerida]
- Ley interpretativa del artículo 5.º de la Constitución de 1833 que estableció una relativa libertad de culto (1865), al permitir a los no católicos practicar su culto en recintos particulares y crear escuelas privadas para sus hijos.
- Decreto de Cementerios (1871): Establece la sepultura sin distinción de credo en un espacio debidamente separado para los disidentes y permite la creación de cementerios laicos con fondos fiscales o municipales que debían ser administrados por el Estado o el municipio.
- Ley de Organización y Atribuciones de los Tribunales (1875): Suprimió el fuero eclesiástico y su consecuencia, el recurso de fuerza.

## Reacciones
El Decreto de Cementerios fue respondida por la iglesia católica duramente con un decreto eclesiástico que estableció el cese de las misas en las capillas de los cementerios y la supresión de los responsos de los capellanes. Los párrocos tampoco podían expedir permisos para sepultar, ni celebrar misas de exequias a quienes pretendían enterrar a sus muertos en los cementerios fiscales.

## Leyes posteriores y separación Iglesia-Estado
El 4 de noviembre de 1884 se promulgó una ley de reforma constitucional que eliminaba el artículo 5° de la Constitución, establecía una completa libertad de cultos y disponía que el Estado contribuía al sostenimiento del culto católico. Sin embargo, no se eliminaban las normas sobre el patronato del Estado respecto de la Iglesia, como el derecho de presentar candidatos para Obispos, o de otorgar pase a los decretos papales. Esta reforma no buscó separar Iglesia y Estado, sino de eliminar al catolicismo como religión oficial y de asegurar la libertad de cultos. Pero dicha reforma debía ser ratificada por el Congreso elegido en marzo de 1885, durante su trienio, hasta el 31 de mayo de 1888, el cual no lo hizo; y la reforma nunca llegó a materializarse.
Este régimen subsistió inalterado desde 1883 a 1925. El proceso de separación de la Iglesia y el Estado sólo se realizó con la aprobación de la Constitución de 1925.